# Narodno kazalište u Pragu
Narodno kazalište (češ. Národní Divadlo) je neorenesansna građevina i nacionalni spomenik češke povijesti i umjetnosti. Sastoji se od opere, baleta i drame. 
Kamen temeljac je postavljen 16. svibnja 1868. godine, ali je posao išao prilično sporo. Građena je prema nacrtu arhitekta J. Zíteka. Kazalište je otvoreno 1883. godine. 70-ih godina 20. stoljeća, nacionalno kazalište je bilo u vrlo lošem stanju. Zbog toga je od 1977. do 1983. provedena opsežna rekonstrukcija.

## Vanjske poveznice
- Službena stranica (češ.) (njem.) (engl.)